# 리포반인

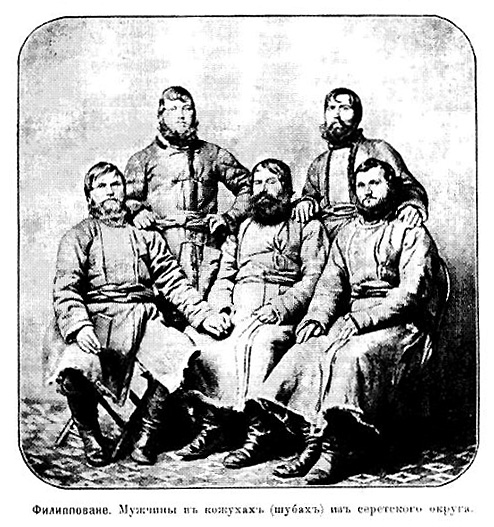

리포반인(루마니아어: lipoveni 리포베니[*], 러시아어: липоване 리포바네[*])는 거의 대부분이 러시아인에서 기원한 민족이다. 거의 대부분이 다뉴브강 근처의 툴체아주(루마니아), 오데사주(우크라이나)에 거주한다. 이들의 인구는 4만 명 정도이다.

## 참고 자료
- Second-Hand Souls: Selected Writing by Nichita Danilov (translated from Romanian by Sean Cotter),
- Les Lipovenes, qui sont-ils?, in the French language,
- Lipovan's icons: The Bleschunov Municipal Museum of Personal Collections
- Romania. Religious Freedom Report 1999 보관됨 2009-07-22 - 웨이백 머신